# Taban Air

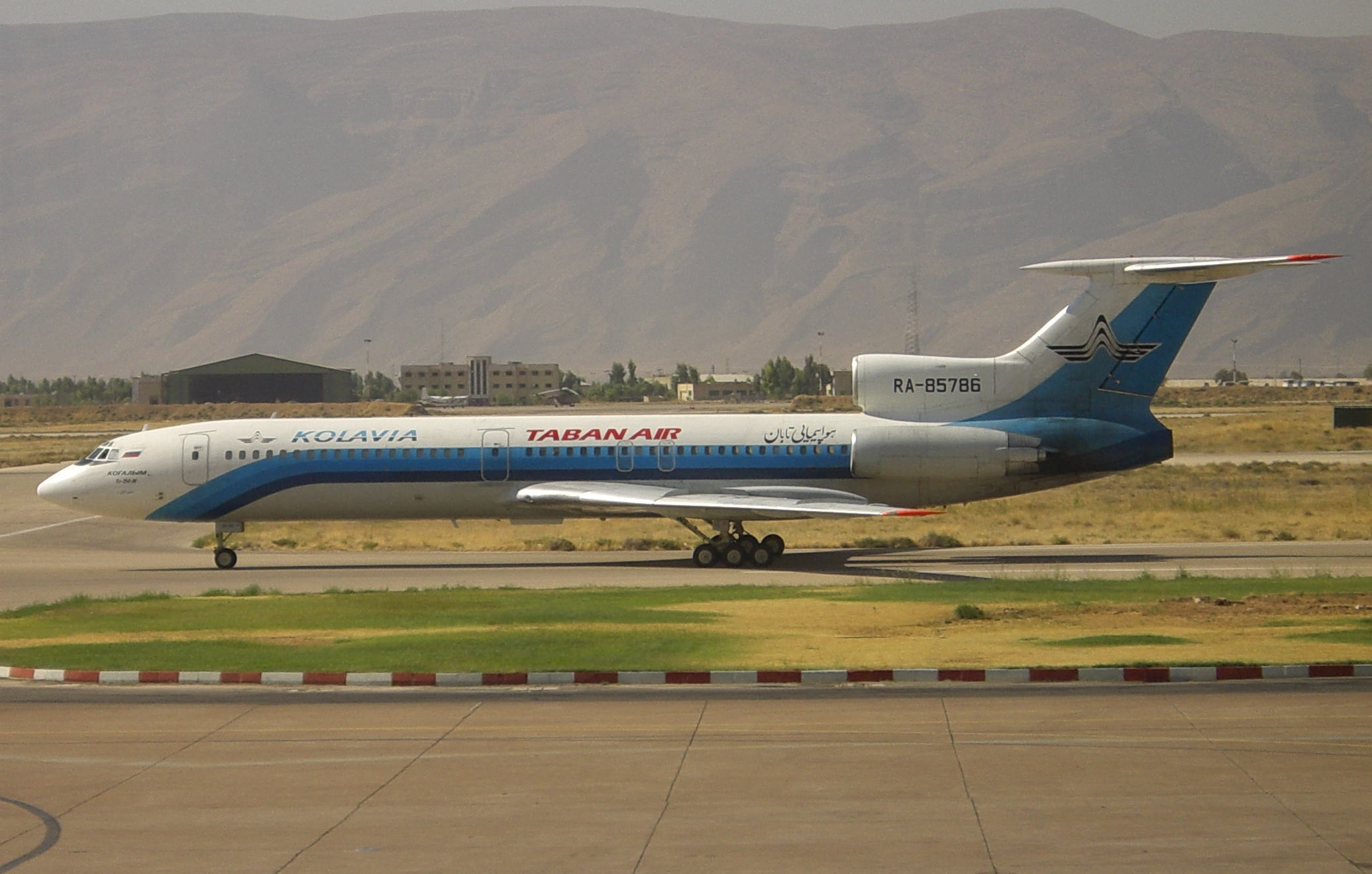
Un Tupolev Tu-154M de Taban Air en el Aeropuerto Internacional de Shiraz, Irán. (2007)

Taban Air (تابان ایر) es una aerolínea con sede en Teherán, Irán, con su base de operaciones principal en Mashhad. Opera rutas internacionales, domésticas y charter como operador regular. 

## Historia
La aerolínea fue fundada en 2005 y comenzó a operar en 2006. Taban Air fue fundada por el capitán Asghar Abdollahpour.

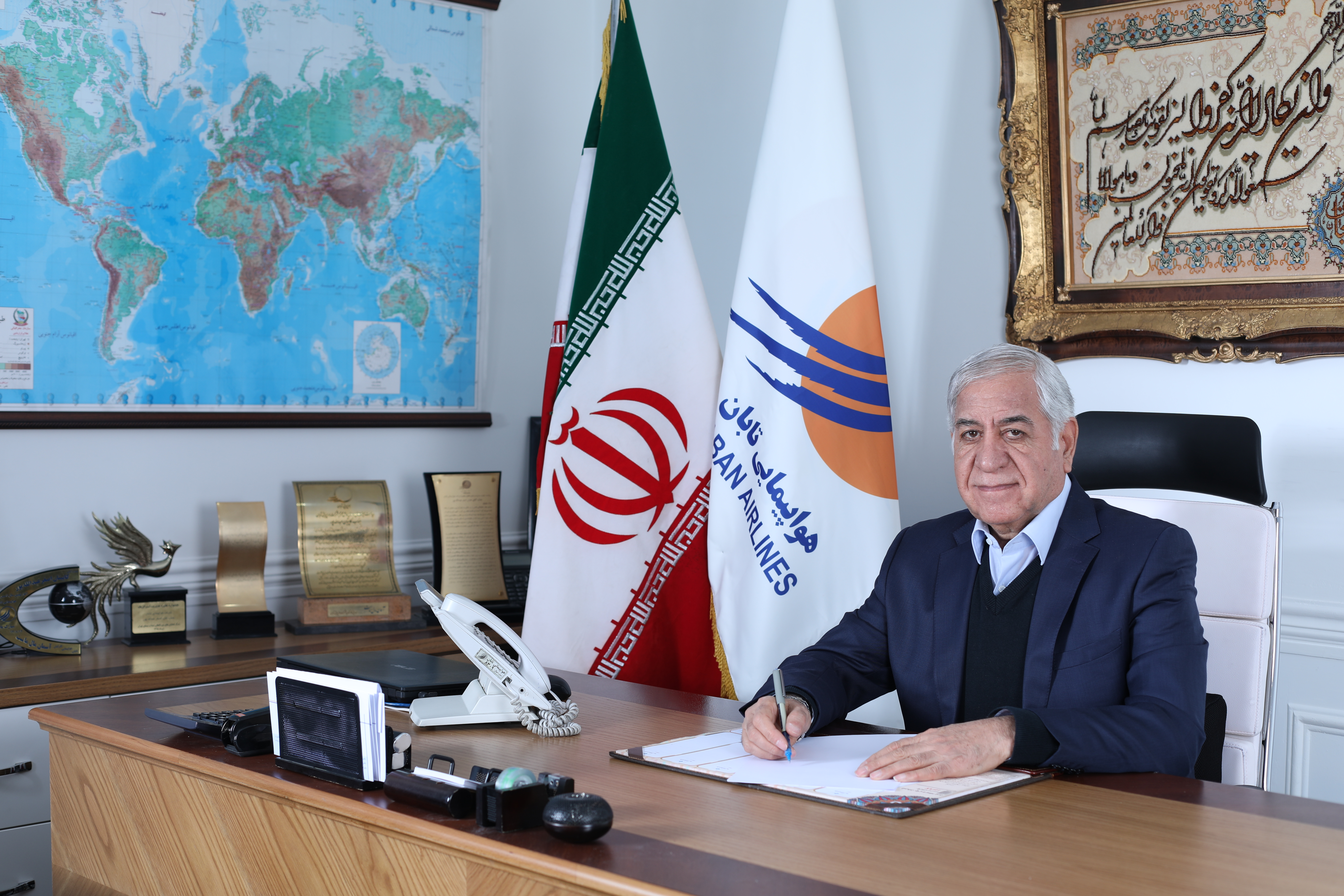
Capitán Asghar Abdollahpour, presidente y fundador de la aerolínea.

El 24 de enero de 2010, Taban Air vio suspendido su Certificado de operador aéreo (AOC) tras la severa incursión de pista y posterior incendio a bordo del Túpolev Tu-154 en el aeropuerto de Mashad, en el accidente del Vuelo 6437 de Taban Air.

## Flota

### Flota actual
La flota de Taban Air incluye las siguientes aeronaves:
| Aeronaves               | En servicio | Pedidos | Estacionados | Pasajeros (clase única)                            | Matrículas                                         | Antigüedad                                         | Notas                                              |
| ----------------------- | ----------- | ------- | ------------ | -------------------------------------------------- | -------------------------------------------------- | -------------------------------------------------- | -------------------------------------------------- |
| Boeing 737-400          | —           | —       | 1            | 164                                                | EP-TBJ                                             | 27,4 años                                          | Estacionado en MHD desde 2023                      |
| McDonnell Douglas MD-88 | 2           | —       | 2            | 172                                                | EP-TBF                                             | 28,7 años                                          | Estacionado en MHD desde 2025                      |
| McDonnell Douglas MD-88 | 2           | —       | 2            | 172                                                | EP-SMB                                             | 28,3 años                                          | Estacionado en MHD desde 2025                      |
| McDonnell Douglas MD-88 | 2           | —       | 2            | 172                                                | EP-TBB                                             | 28,2 años                                          |                                                    |
| McDonnell Douglas MD-88 | 2           | —       | 2            | 172                                                | EP-SMA                                             | 28,1 años                                          |                                                    |
| Total                   | 2           | —       | 3            | Edad media de la flota (julio de 2025): 28,1 años. | Edad media de la flota (julio de 2025): 28,1 años. | Edad media de la flota (julio de 2025): 28,1 años. | Edad media de la flota (julio de 2025): 28,1 años. |

### Flota histórica
| Aeronaves                 | Total | Introducido | Retirado | Matrículas                |
| ------------------------- | ----- | ----------- | -------- | ------------------------- |
| Airbus A310               | 3     | 2014        | 2019     | EP-TBH, YA-CAQ y YA-CAV   |
| Airbus A319               | 1     | 2018        | 2018     | UR-CQR                    |
| Avro RJ85                 | 1     | 2015        | 2019     | EP-TBG                    |
| Boeing 737-300            | 2     | 2016        | 2016     | EX-37013 y EX-37014       |
| Boeing 737-500            | 1     | 2021        | 2022     | EP-RBC                    |
| Boeing 757-200            | 1     | 2016        | 2017     | EP-TBI                    |
| British Aerospace 146-200 | 1     | 2009        | 2011     | LZ-HBZ                    |
| British Aerospace 146-300 | 2     | 2006        | 2012     | LZ-HBD y LZ-HBG           |
| Fokker 50                 | 1     | c. 2015     | c. 2015  | EP-FQD                    |
| McDonnell Douglas MD-82   | 3     | 2010        | 2013     | EK-82523, EP-ARA y EP-ARB |
| McDonnell Douglas MD-83   | 1     | 2021        | 2022     | EP-SEB                    |
| Túpolev Tu-154            | 2     | c. 2003     | 2010     | EP-TBA y RA-85787         |

## Incidentes y accidentes
- El 24 de enero de 2010, el vuelo 6437 de Taban Air, un Tupolev Tu-154, se estrelló mientras efectuaba un aterrizaje de emergencia en el Aeropuerto Internacional de Mashhad debido a una emergencia médica; tanto los 157 pasajeros como los trece tripulantes sobrevivieron al accidente si bien 42 de ellos resultaron heridos leves.[5] Se anunció que el vuelo se encontraba en una aproximación ILS en condiciones de niebla cuando la cola impactó con el suelo propiciando que el avión se saliese de la pista, al que siguió una retracción del tren de morto, para finalmente impactar el ala derecha contra el suelo haciendo que el avión comenzase a arder.[6][7]